# Gran Premio d'Italia 1993
Il Gran Premio d'Italia 1993 è stato un Gran Premio di Formula 1 disputato il 12 settembre 1993 all'Autodromo nazionale di Monza. La gara è stata vinta da Damon Hill su Williams.

## Vigilia

### Organizzazione dell'evento
La gara viene organizzata dalla Sias Monza; in occasione della nuova edizione dalla gara monzese si decide di rifare l'asfalto delle curve di Lesmo con una spesa quantificata in circa 600 milioni di lire. Per il fine settimana sono previsti vari eventi di contorno al Gran Premio, tra cui due esibizioni di auto d'epoca e una di auto sportive.
L'evento vede la presenza in tutto il week-end di circa 110.000 spettatori, di cui 90.000 paganti. In confronto all'anno precedente si registra un incremento di 20.000 presenze.

### Aspetti sportivi
La Lotus sostituisce Alessandro Zanardi, feritosi gravemente durante le prove del Gran Premio del Belgio con Pedro Lamy. Anche la Jordan opera un cambio tra le sue file: il belga Thierry Boutsen decide di ritirarsi dalla Formula 1 amareggiato dalla sempre minor importanza ricoperta dal pilota a scapito della vettura e viene rimpiazzato da Marco Apicella.
Nella settimana precedente al Gran Premio, Michael Schumacher ufficializza il rinnovo del contratto con la Benetton anche per la stagione seguente, rivelando di aver fatto inserire una clausola in cui stabilisce di non voler come seconda guida né Ayrton Senna né Nigel Mansell, onde evitare episodi di competizione interna. Viene confermata anche la fusione tra Scuderia Italia e Minardi in vista del 1994. La nuova scuderia avrà il reparto corse a Faenza e la sede legale a Brescia.
Sempre alla volta della gara vi è l'ufficializzazione dell'abbandono del marchio Camel al termine della stagione. La Williams firma quindi un contratto con la Rothmans del valore di 45 miliardi di lire, mentre la Benetton si accorda con la Mild Seven, che versa nelle casse del team una cifra tra i 70 e gli 80 miliardi in due anni.

## Qualifiche

### Resoconto

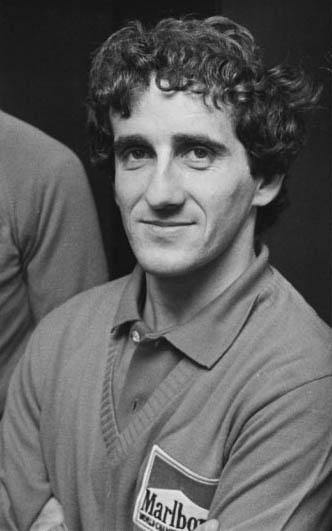
Alain Prost, qui fotografato nel 1984, ottenne la sua dodicesima pole position stagionale su tredici gare disputate fino a quel momento. Alla fine del campionato furono quattordici su sedici.

Nella prima sessione di prove ufficiali, disputatasi al venerdì, il più veloce è Alain Prost che gira in 1:22.163, precedendo di poco più di un decimo il compagno di squadra Damon Hill. Il protagonista della giornata è, però, Jean Alesi, che scatena l'entusiasmo dei tifosi della Ferrari dopo che si issa in testa alla graduatoria per alcuni minuti nella parte finale delle qualifiche. Il francese afferma che la sua prestazione si deve al grande lavoro effettuato la settimana precedente nei test sul tracciato monzese e di temere un recupero degli altri piloti nella giornata di sabato. Quarto tempo per Senna, abile nello sfruttare l'ultimo giro a sua disposizione per superare Gerhard Berger, ma staccato di oltre un secondo da Prost e di circa sette decimi da Alesi. Proprio l'austriaco, in difficoltà con l'assetto della sua vettura, è sofferente a causa di un'infezione alla cartilagine del gomito sinistro.
Anche al sabato le Williams confermano la loro supremazia occupando le prime due posizioni. Dopo una prima fase delle qualifiche in cui nessun pilota fa segnare un tempo cronometrato di rilievo, Hill scende in pista facendo registrare un 1:21.727, ottenendo la pole position provvisoria. Poco dopo, però, Prost gira in 1:21.179 e si piazza così in testa, posizione in cui rimane fino al termine della sessione, conquistando così la dodicesima pole position stagionale davanti al compagno di squadra. I due piloti della Williams costruiscono il loro vantaggio in particolar modo nel terzo settore, in cui riescono a guadagnare quasi mezzo secondo nei confronti dei rivali. Terzo si conferma Alesi, seguito da Senna, Schumacher e Berger. Proprio i due piloti Ferrari sono protagonisti di un incidente al termine della sessione: dopo l'esposizione della bandiera a scacchi per segnalare la fine delle qualifiche Alesi sta salutando il pubblico procedendo lentamente, quando alle sue spalle arriva Berger che, non avvedutosi della bandiera a scacchi, giunge a forte velocità. Il francese si sposta dalla traiettoria, ma la medesima manovra viene fatta pure dall'austriaco che, per evitare di colpire Alesi, va a sbattere contro le protezioni. Berger riporta contusioni a un braccio e a una caviglia, ma riesce comunque a prendere parte alla gara e anche la macchina, seppur danneggiata, può essere riparata in tempo. I commissari però puniscono il suo comportamento, giudicato pericoloso, con un ammonimento ufficiale. A chiudere la prima parte dello schieramento vi sono Johnny Herbert, Aguri Suzuki, Michael Andretti e Riccardo Patrese.

### Risultati
| Pos | N° | Pilota               | Costruttore               | Q1       | Q2       | Distacco |
| --- | -- | -------------------- | ------------------------- | -------- | -------- | -------- |
| 1   | 2  | Alain Prost          | Williams - Renault        | 1:22.163 | 1:21.179 | -        |
| 2   | 0  | Damon Hill           | Williams - Renault        | 1:22.283 | 1:21.491 | +0.312   |
| 3   | 27 | Jean Alesi           | Ferrari                   | 1:22.625 | 1:21.986 | +0.807   |
| 4   | 8  | Ayrton Senna         | McLaren - Ford            | 1:23.310 | 1:22.633 | +1.454   |
| 5   | 5  | Michael Schumacher   | Benetton - Ford           | 1:23.888 | 1:22.910 | +1.731   |
| 6   | 28 | Gerhard Berger       | Ferrari                   | 1:23.750 | 1:23.150 | +1.971   |
| 7   | 12 | Johnny Herbert       | Lotus - Ford              | 1:25.463 | 1:23.769 | +2.590   |
| 8   | 10 | Aguri Suzuki         | Footwork - Mugen-Honda    | 1:26.127 | 1:23.856 | +2.677   |
| 9   | 7  | Michael Andretti     | McLaren - Ford            | 1:25.348 | 1:23.899 | +2.720   |
| 10  | 6  | Riccardo Patrese     | Benetton - Ford           | 1:26.082 | 1:23.918 | +2.739   |
| 11  | 9  | Derek Warwick        | Footwork - Mugen-Honda    | 1:24.673 | 1:24.048 | +2.869   |
| 12  | 25 | Martin Brundle       | Ligier - Renault          | 1:24.608 | 1:24.137 | +2.958   |
| 13  | 30 | Jyrki Järvilehto     | Sauber - Ilmor            | 1:24.298 | 1:24.419 | +3.119   |
| 14  | 26 | Mark Blundell        | Ligier - Renault          | 1:25.238 | 1:24.344 | +3.165   |
| 15  | 29 | Karl Wendlinger      | Sauber - Ilmor            | 1:25.016 | 1:24.473 | +3.294   |
| 16  | 19 | Philippe Alliot      | Larrousse - Lamborghini   | 1:25.529 | 1:24.807 | +3.628   |
| 17  | 3  | Ukyo Katayama        | Tyrrell - Yamaha          | 1:26.300 | 1:24.886 | +3.707   |
| 18  | 4  | Andrea De Cesaris    | Tyrrell - Yamaha          | 1:25.482 | 1:24.916 | +3.737   |
| 19  | 14 | Rubens Barrichello   | Jordan - Hart             | 1:26.664 | 1:25.144 | +3.965   |
| 20  | 20 | Érik Comas           | Larrousse - Lamborghini   | 1:26.323 | 1:25.257 | +4.078   |
| 21  | 21 | Michele Alboreto     | Scuderia Italia - Ferrari | 1:26.287 | 1:25.368 | +4.189   |
| 22  | 24 | Pierluigi Martini    | Minardi - Ford            | 1:25.903 | 1:25.478 | +4.299   |
| 23  | 15 | Marco Apicella       | Jordan - Hart             | 1:51.300 | 1:25.672 | +4.493   |
| 24  | 23 | Christian Fittipaldi | Minardi - Ford            | 1:26.135 | 1:25.699 | +4.520   |
| 25  | 22 | Luca Badoer          | Scuderia Italia - Ferrari | 1:26.049 | 1:25.957 | +4.778   |
| 26  | 11 | Pedro Lamy           | Lotus - Ford              | 1:26.380 | 1:26.324 | +5.145   |

## Gara

### Resoconto

Le monoposto affrontano la prima chicane subito dopo la partenza; Prost (2) e Alesi (27) sfilano in testa, mentre Senna (8) viene al contatto con Hill (0).

La gara si svolge in condizioni di tempo soleggiato davanti a 60.000 spettatori. Al via Prost mantiene la testa della corsa, seguito da Alesi che sopravanza Hill. L'inglese ingaggia un duello con Senna per la terza piazza, ma alla prima chicane la McLaren tocca la Williams e la macchina del brasiliano si alza da terra, ricadendo pesantemente; entrambi possono ripartire ma si trovano in nona e decima posizione.
Nella seconda metà della griglia alcune vetture si scontrano tra loro: si ritirano Suzuki, Warwick, Barrichello, Apicella e Lehto, mentre Alliot e Fittipaldi devono tornare ai box per riparare le proprie vetture. Prost comincia subito ad allungare sugli avversari; al quarto giro Schumacher passa Alesi alla Variante Ascari e conquista la seconda piazza. Al passaggio successivo Hill, in rimonta, supera Berger installandosi al quarto posto e al decimo giro passa pure Alesi. Intanto, Senna ha problemi ai freni e arriva a ruote bloccate alla seconda variante, tamponando Brundle e causando il ritiro di entrambi.
Poco dopo anche Berger è costretto al ritiro per un guasto al sistema di sospensioni attive mentre si trova in quinta piazza. Al 21º giro viene imitato da Schumacher, costretto a fermarsi per la rottura del motore. A questo punto la classifica vede Prost, seguito da Hill, Alesi, Patrese, Wendlinger e Martini nelle prime sei posizioni. Per oltre venti giri le posizioni rimangono invariate ad esclusione del sesto posto, occupato da Michael Andretti, che sta effettuando una lunga rimonta dopo che un testacoda ad inizio gara lo fa precipitare in fondo al gruppo.
Prost, a partire dal quarantesimo giro comincia a rallentare, perdendo via via il vantaggio di circa diciotto secondi che accumula su Hill, che lo raggiunge nell'ultima fase di gara. A cinque tornate dal termine infine, Prost rompe il motore, lasciando via libera al compagno di squadra che conquista così la terza vittoria consecutiva davanti ad Alesi, Andretti, Wendlinger, Patrese e Comas. Per lo statunitense, al suo primo e unico podio in carriera in formula 1 è anche l'ultima gara della stagione e della carriera: la McLaren decide infatti di sostituirlo con Mika Häkkinen. Sul traguardo finale c'è inoltre uno spettacolare incidente tra Pierluigi Martini e Christian Fittipaldi entrambi su Minardi: il brasiliano tentando un sorpasso al fotofinish si avvicina troppo agli scarichi del compagno e finisce risucchiato dalla sua scia, scartando a destra cercando di evitare il contatto. Nel tamponamento che ne segue, Martini mantiene il controllo del mezzo, mentre la vettura del compagno si capovolge in aria compiendo un 'backflip' completo e riatterrando miracolosamente sulle quattro ruote e tagliando, semidistrutta, il traguardo per inerzia dietro al compagno. Anni più tardi in una intervista, Martini commenterà che il patron della Minardi, Giancarlo Minardi, lo accoglie al box in maniera brusca dicendogli "Se hai frenato sei licenziato!", vista la strana natura dell'incidente; ma i dati telemetrici dimostrano che l'evento è causato dal risucchio aerodinamico sul brasiliano.

### Risultati
| Pos | N° | Pilota               | Costruttore               | Giri | Tempo/Ritiro                       | Partenza | Punti |
| --- | -- | -------------------- | ------------------------- | ---- | ---------------------------------- | -------- | ----- |
| 1   | 0  | Damon Hill           | Williams - Renault        | 53   | 1:17:07.509                        | 2        | 10    |
| 2   | 27 | Jean Alesi           | Ferrari                   | 53   | +40.012                            | 3        | 6     |
| 3   | 7  | Michael Andretti     | McLaren - Ford            | 52   | +1 giro                            | 9        | 4     |
| 4   | 29 | Karl Wendlinger      | Sauber - Ilmor            | 52   | +1 giro                            | 17       | 3     |
| 5   | 6  | Riccardo Patrese     | Benetton - Ford           | 52   | +1 giro                            | 10       | 2     |
| 6   | 20 | Érik Comas           | Larrousse - Lamborghini   | 51   | +2 giri                            | 20       | 1     |
| 7   | 24 | Pierluigi Martini    | Minardi - Ford            | 51   | +2 giri                            | 22       |       |
| 8   | 23 | Christian Fittipaldi | Minardi - Ford            | 51   | +2 giri (collisione con P.Martini) | 24       |       |
| 9   | 19 | Philippe Alliot      | Larrousse - Lamborghini   | 51   | +2 giri                            | 16       |       |
| 10  | 22 | Luca Badoer          | Scuderia Italia - Ferrari | 51   | +2 giri                            | 25       |       |
| 11  | 11 | Pedro Lamy           | Lotus - Ford              | 49   | Motore                             | 26       |       |
| 12  | 2  | Alain Prost          | Williams - Renault        | 48   | Motore                             | 1        |       |
| 13  | 4  | Andrea De Cesaris    | Tyrrell - Yamaha          | 47   | Pressione dell'olio                | 18       |       |
| 14  | 3  | Ukyo Katayama        | Tyrrell - Yamaha          | 47   | +6 giri                            | 17       |       |
| Rit | 21 | Michele Alboreto     | Scuderia Italia - Ferrari | 23   | Sospensione                        | 21       |       |
| Rit | 5  | Michael Schumacher   | Benetton - Ford           | 21   | Motore                             | 5        |       |
| Rit | 26 | Mark Blundell        | Ligier - Renault          | 20   | Incidente                          | 14       |       |
| Rit | 28 | Gerhard Berger       | Ferrari                   | 15   | Sospensione                        | 6        |       |
| Rit | 12 | Johnny Herbert       | Lotus - Ford              | 14   | Incidente                          | 7        |       |
| Rit | 25 | Martin Brundle       | Ligier - Renault          | 8    | Collisione con A.Senna             | 12       |       |
| Rit | 8  | Ayrton Senna         | McLaren - Ford            | 8    | Collisione con M.Brundle           | 4        |       |
| Rit | 30 | Jyrki Järvilehto     | Sauber - Ilmor            | 0    | Incidente alla partenza            | 13       |       |
| Rit | 15 | Marco Apicella       | Jordan - Hart             | 0    | Incidente alla partenza            | 23       |       |
| Rit | 14 | Rubens Barrichello   | Jordan - Hart             | 0    | Incidente alla partenza            | 19       |       |
| Rit | 10 | Aguri Suzuki         | Footwork - Mugen-Honda    | 0    | Incidente alla partenza            | 8        |       |
| Rit | 9  | Derek Warwick        | Footwork - Mugen-Honda    | 0    | Incidente alla partenza            | 11       |       |

## Classifiche

### Piloti
| Pos. | Pilota               | Punti |
| ---- | -------------------- | ----- |
| 1    | Alain Prost          | 81    |
| 2    | Damon Hill           | 58    |
| 3    | Ayrton Senna         | 53    |
| 4    | Michael Schumacher   | 42    |
| 5    | Riccardo Patrese     | 20    |
| 6    | Johnny Herbert       | 11    |
| 6    | Martin Brundle       | 11    |
| 8    | Mark Blundell        | 10    |
| 8    | Jean Alesi           | 10    |
| 8    | Gerhard Berger       | 10    |
| 11   | Michael Andretti     | 7     |
| 12   | Jyrki Järvilehto     | 5     |
| 12   | Christian Fittipaldi | 5     |
| 12   | Karl Wendlinger      | 5     |
| 15   | Derek Warwick        | 4     |
| 16   | Philippe Alliot      | 2     |
| 16   | Fabrizio Barbazza    | 2     |
| 18   | Alessandro Zanardi   | 1     |
| 18   | Érik Comas           | 1     |

### Costruttori
| Pos. | Team                    | Punti |
| ---- | ----------------------- | ----- |
| 1    | Williams - Renault      | 139   |
| 2    | Benetton - Ford         | 62    |
| 3    | McLaren - Ford          | 60    |
| 4    | Ligier - Renault        | 21    |
| 5    | Ferrari                 | 20    |
| 6    | Lotus - Ford            | 12    |
| 7    | Sauber - Ilmor          | 10    |
| 8    | Minardi - Ford          | 7     |
| 9    | Footwork - Mugen-Honda  | 4     |
| 10   | Larrousse - Lamborghini | 3     |